# Valle Hermoso (Ecuador)
Valle Hermoso è una parrocchia rurale della provincia di Santo Domingo de los Tsáchilas, in Ecuador. Situata a 25 km da Santo Domingo nella parte settentrionale della provincia, la cittadina ha una popolazione di circa 9 400 abitanti.

## Storia
Le origini risalgono al 1962, quando coloni provenienti da Loja e dalla provincia di Manabí si stabilirono nella zona fondando una cooperativa agricola. Nel 1972 fu costruito il ponte sul Rio Blanco, che collega la cittadina all'importante via di comunicazione che dal sud dell'Ecuador, da Guayaquil e passando per Santo Domingo, porta al nord del paese, a Esmeraldas. Oltre all'agricoltura, negli anni seguenti si sviluppa l'allevamento di bestiame e, a partire dal 1976, divenuta una delle frazioni più importanti del cantone di Santo Domingo, iniziano gli sforzi degli amministratori locali per far divenire Valle Hermoso parrocchia. Il 19 luglio del 2000 riceve finalmente lo status di parrocchia del cantone di Santo Domingo.

## Geografia fisica
Valle Hermoso si trova a circa 300 m.s.l.m., poco più in basso che Santo Domingo, ed ha quindi una temperatura media un po' più calda, attorno ai 28 °C. Situato nella parte più settentrionale del cantone di Santo Domingo, confina a nord con il cantone di Puerto Quito, a nord-est con il cantone di Los Bancos e a ovest con il cantone di La Concordia.

## Risorse
Agricoltura e allevamento, soprattutto di bestiame da latte, sono le principali fonti del paese, tuttavia negli ultimi anni, essendo la zona ricca di boschi, corsi d'acqua e piccole cascate, è diventata anche luogo di interesse turistico, con la creazione di numerosi balneari situati sulle sponde dei torrenti, come quelli sul Rio Cristal. Grazie al clima favorevole e alle zone naturali ricche di fauna e flora autoctona, Valle Hermoso è divenuta sede anche di escursioni turistiche a carattere naturalistico e sportivo, con la possibilità di praticare rafting nel Rio Blanco